# 海啊，帶我走
海啊，帶我走(Water, Carry Me)是二十一世紀的小說，作者為湯瑪斯‧莫蘭，獲得不少評論家推薦。

## 小說內容
本書的主題為愛爾蘭於戰後動盪不安的政局。修讀醫學的大學生烏娜在家庭和校園不時接觸到很多關於襲擊的事，特別是它們包括了無數的血腥殺戮和傷及無辜。她有時會因為對事件和政治立場而與室友爭吵。然而，年青人對這些政治性強烈的襲擊的認識遠不及老人們。
烏娜後來認識了自稱為亞當的中年男子，且開始與他交往，從而更了解愛爾蘭所面對的困局。她一點也不介意亞當的古怪、神秘的習慣: 對自身身份極力隱藏，因為亞當為人務實，而且十分反對和厭惡血腥，主張人道。
然後(二十年前逝世的)父母生前的朋友和烏娜的祖父因他們而被捲入一件難以說明的“活動”，一度遭持槍的陌生人送走。他們其後安全且無罪的回家，但都一直保持沉默，不願再談那恐怖的經歷 – 這反而使烏娜更加好奇。她曾與亞當討論此事，但亞當不但對自身身份極力隱藏，更在政治上經常保持中立，故他聽後認同烏娜祖父的做法: 保持沉默，以免惹麻煩。
一次，兩人晚上單獨外出，忽有一男孩從黑暗中跑出，威脅要打劫，這時，平日親切的亞當以計奪去男孩謹有的刀，然後痛打他一頓。要不是烏娜阻止，男孩恐怕要被打死。
大學暑假時，亞當與烏娜去旅行，回程時他要烏娜獨自帶著一座大型木雕，(且必須)乘船回家，因為他另有要事離開一會。但因會暈船的關係，烏娜決定乘機。但她一回國就被警方帶走，因為木雕內藏的是足以炸死上百人的炸藥。然後烏娜被兩個無體的探員審問和嘲弄，又被迫認罪，最後被法官判刑7年徒刑; 而亞當則自此再沒有出現過，暗示了亞當的真實身份和本性。